# Endeavour Rupes
L'Endeavour Rupes è una struttura geologica della superficie di Mercurio.